# Hafliði Hallgrímsson
Hafliði Hallgrímsson (* 18. September 1941 in Akureyri) ist ein isländischer Komponist und Cellist.

## Leben
Hafliði Hallgrímsson spielte bereits in frühen Jahren Harmonium, Violoncello und Flöte. Im Jahre 1958 begann er ein Cellostudium an der Musikschule in Reykjavík, das er von 1962 bis 1963 an der Romer Accademia Nazionale di Santa Cecilia fortführte. Einem kurzen Engagement im Isländischen Sinfonieorchester folgte ein weiteres Cellostudium an der Londoner Royal Academy of Music in den Jahren 1964 bis 1966. Anschließend nahm er private Kompositionsstudien bei Elisabeth Lutyens, Peter Maxwell Davies und Alan Bush auf. Hafliði spielte fortan solo und in diversen britischen Orchestern, so z. B. im English Chamber Orchestra, dessen Mitglied er von 1968 bis 1972 war. 1970 wirkte er als Studiomusiker bei Atom Heart Mother von Pink Floyd mit. 1977 zog er nach Edinburgh und wurde erster Cellist im Royal Scottish National Orchestra, das er 1983 wieder verließ, um sich von da an verstärkt dem Komponieren zuzuwenden.
1984 schrieb Hafliði Hallgrímsson Poemi, mit dem er unter anderem den Musikpreis des Nordischen Rates gewann. Es folgten diverse Auftragskompositionen für unterschiedliche Orchester und Institutionen, darunter Ríma (1993) für das Norwegische Kammerorchester zur Aufführung bei den Olympischen Winterspielen 1994 oder Ombra (1999) für den isländischen Rundfunk. Seit 2008 ist er Composer in Residence des Isländischen Sinfonieorchesters.

## Musik
Hafliði Hallgrímssons Œuvre umfasste 2014 insgesamt 107 Werke, von denen 49 eine Opuszahl tragen. Darunter befinden sich insbesondere Kompositionen für kleinere Besetzungen, aber auch Chor-, Solo- und Orchesterwerke. Einen Schwerpunkt legt er auf Musik für Streichinstrumente. Musikalische Einflüsse ergeben sich durch seine Erfahrung in der Aufführungspraxis neuer Musik einerseits sowie durch Komponisten wie Claude Debussy, Alban Berg und Witold Lutosławski andererseits. Als weitere Inspirationsquellen dienen (teils eigene) Malerei und Dichtung, so lehnt sich z. B. Poemi an Bilder von Marc Chagall an.
Als charakteristisch für Hafliðis Stil kann die hohe Virtuosität und schwere Spielbarkeit seiner Stücke bezeichnet werden. Seine Musik wird gerne als expressiv und kantabel beschrieben, zugleich als unheimlich und paradox. Unter den von Hafliði verwendeten kompositorischen Mitteln finden sich verschiedenste Techniken, z. B. Elemente der Minimal Music und Klangflächenkomposition, tonale Anklänge und Zwölftontechnik, aber auch, wie sich in Poemi oder Ríma zeigt, Mikropolyphonie und begrenzte Aleatorik.

## Werke (Auswahl)
- Solitaire für Violoncello solo op. 1 (1969)
- Strönd für Cembalo (1982, rev. 1988)
- Poemi für Violine und Streichorchester op. 7 (1984)
- Daydreams in Numbers für Streicherorchester (ab 1986)
- Vier isländische Volkslieder für gemischten Chor (1988)
- The Flight of Icarus für Flöte solo op. 12 (1991)
- Ríma für Sopran und Streichorchester op. 15 (1993)
- Herma. Konzert für Violoncello und Streichorchester op. 17 (1995)
- Crucifixion für großes Orchester op. 24 (1997)
- Ombra für Viola und Streichorchester op. 27 (1999)
- Die Wält der Zwischenfälle, Oper op. 29 (2003)
- Norðurdjúp für großes Orchester op. 43 (2009)

## Auszeichnungen
- 1966 Madame Suggia-Prize
- 1985 2. Preis beim Internationalen Wieniawski-Wettbewerb für Poemi
- 1986 Isländischer Kulturpreis der Zeitungen Dagblaðið und Vísir für Poemi
- 1986 Musikpreis des Nordischen Rates für Poemi